# Solon Springs (Wisconsin)
Solon Springs – miasto w Stanach Zjednoczonych, w stanie Wisconsin, w hrabstwie Douglas, położone na zachodnim brzegu jeziora Upper Saint Croix.